# آدام رید (بازیکن فوتبال، زاده ۱۹۷۵)
آدام رید (انگلیسی: Adam Reed؛ زادهٔ ۱۸ فوریهٔ ۱۹۷۵) بازیکن فوتبال اهل بریتانیا است.
از باشگاه‌هایی که در آن بازی کرده‌است می‌توان به باشگاه فوتبال ویتبای تاون، باشگاه فوتبال روچدیل، باشگاه فوتبال بلکبرن روورز، و باشگاه فوتبال دارلینگتون اشاره کرد.